# Sleepwalk
"Sleepwalk" är det brittiska bandet Ultravox's första singel från deras fjärde album, och det första med Midge Ure som sångare, släppt på Chrysalis Records den 16 juni 1980.
Den blev gruppens första framgång på brittiska singellistan där den nådde en 29:e placering i augusti 1980.

## Låtlista
1. "Sleepwalk" - 3:10
2. "Waiting" - 3:51